# Speleomantes sarrabusensis
Il geotritone imperiale del Sarrabus (Speleomantes sarrabusensis Lanza et al., 2001) è un anfibio urodelo endemico della Sardegna sud-orientale, con areale ristretto alla regione del Sarrabus.

## Biologia
A differenza di tutte le altre specie del genere Speleomantes è un viviparo.
Può far uso della autotomia, capacità di amputarsi una parte del corpo ( ad esempio la coda) per confondere il predatore in caso di pericolo; è una caratteristica tipica dei rettili.
Contrariamente a tutte le altre specie di geotritoni della Sardegna, vive in siti a substrato granitico e non calcareo. Si rifugia sotto i sassi, negli interstizi all'interno delle frane e in cavità artificiali all'interno di alcune zone boscose di montagna e collina, ed esce dai rifugi di notte o in giornate fresche, con cielo coperto ed elevata umidità.
Sono noti pochissimi siti di presenza della specie.

## Tassonomia
Considerato in passato una sottospecie di S. imperialis, è oggi riconosciuto come specie a sé stante.